# Anesthetic
Anesthetic è il primo album in studio del chitarrista statunitense Mark Morton, pubblicato il 1º marzo 2019 dalla Spinefarm Records.

## Descrizione
Le tracce dell'album sono frutto della collaborazione di Morton con Jacoby Shaddix dei Papa Roach, Myles Kennedy degli Alter Bridge, Josh Todd dei Buckcherry, Alissa White-Gluz degli Arch Enemy, Chester Bennington dei Linkin Park e Randy Blythe dei Lamb of God; Morton dichiarò che stava scrivendo nuovo materiale per il suo disco solista da «un bel po' di tempo».
L'album è stato anticipato il 14 dicembre 2018 dal primo singolo The Truth Is Dead, traccia conclusiva del disco realizzata con la partecipazione di Randy Blythe e Alissa White-Gluz. L'8 gennaio 2019 è stata la volta del secondo singolo Cross Off, inciso con Chester Bennington; tale brano ha debuttato alla posizione 18 nella Hard Rock Digital Song Sales stilata da Billboard, vendendo 2 000 copie e ottenendo 209 000 riproduzioni in streaming durante la prima settimana.

## Tracce
1. Cross Off (feat. Chester Bennington) – 4:13 (Mark Morton, Chester Bennington, Jake Oni, Josh Wilbur)
2. Sworn Apart (feat. Jacoby Shaddix) – 3:57 (Mark Morton, Jacoby Shaddix, Josh Wilbur)
3. Axis (feat. Mark Lanegan) – 4:13 (Mark Morton, Mark Lanegan)
4. The Never (feat. Chuck Billy + Jake Oni) – 4:05 (Mark Morton, Josh Wilbur, Jake Oni)
5. Save Defiance (feat. Myles Kennedy) – 4:36 (Mark Morton, Myles Kennedy, Josh Wilbur)
6. Blur (feat. Mark Morales) – 5:20 (Mark Morton, Josh Wilbur, Mike Inez)
7. Back from the Dead (feat. Josh Todd) – 4:03 (Mark Morton, Josh Todd, Josh Wilbur)
8. Reveal (feat. Naeemah Maddox) – 4:12 (Mark Morton, Naeemah Maddox, Jean-Paul Gaster, Chris Brooks)
9. Imaginary Days – 3:45 (Mark Morton, Josh Wilbur, Mark Morales)
10. The Truth Is Dead (feat. Randy Blythe + Alissa White-Gluz) – 4:13 (Mark Morton, Josh Wilbur, Randy Blythe, Alissa White-Gluz)

## Formazione
Musicisti
- Mark Morton – chitarra, basso (traccia 2), voce (traccia 9)
- Chester Bennington – voce (traccia 1)
- Paolo Gregoletto – basso (traccia 1)
- Alex Bent – batteria (tracce 1 e 2)
- Jacoby Shaddix – voce (traccia 2)
- Mark Lanegan – voce (traccia 3)
- Myles Kennedy – voce (tracce 3 e 5)
- Marc Ford – chitarra (traccia 3)
- Mike Inez – basso (tracce 3, 5, 6, 7 e 9)
- Steve Gorman – batteria (tracce 3, 6)
- Chuck Billy – voce (traccia 4)
- Jake Oni – voce (traccia 4)
- David Ellefson – basso (tracce 4 e 10)
- Roy Mayorga – batteria (tracce 4, 7 e 10)
- Ray Luzier – batteria (tracce 5 e 9)
- Mark Morales – voce (tracce 6 e 9)
- Josh Todd – voce (traccia 7)
- Naeemah Maddox – voce (traccia 8)
- Yanni Papadopoulos – basso (traccia 8)
- Chris Brooks – tastiera (traccia 8)
- Jean-Paul Gaster – batteria (traccia 8)
- Randy Blythe – voce (traccia 10)
- Alissa White-Gluz – voce (traccia 10)

Produzione
- Josh Wilbur – produzione, ingegneria, missaggio
- Jake Oni – produzione esecutiva
- Mark Morton – produzione (traccia 8)
- Brad Blackwood – mastering